# Conseil épiscopal
Le conseil épiscopal est une structure de conseil dans l'Église catholique autour de l'évêque de l'Église particulière. Il n'est pas obligatoire.
Il est composé des plus proches collaborateurs de l'évêque diocésain.
Sa mission est fixée par le canon 473, § 4 du CIC : « Là où il le jugera bon, l'évêque, pour mieux favoriser l'action pastorale, peut constituer un conseil épiscopal composé des vicaires généraux et des vicaires épiscopaux ».

### Articles liés
- Conseil presbytéral
- Curie diocésaine